# Emiliusz Macer
Emiliusz Macer z Werony, Aemilius Macer (zm. 16 p.n.e.) – poeta rzymski. Pisał poematy dydaktyczne, wzorując się na dydaktycznych poetach szkoły aleksandryjskiej (np. Aratosie z Soloj, Nikandrze z Kolofonu).
Emiliusz Macer był w II połowie I w. p.n.e. znanym i popularnym w Rzymie poetą. Przyjaźnił się z Wergiliuszem i Tibullusem. Wspomina go w swoich Żalach (Tristia)  Owidiusz, słuchający jako młodzieniec recytującego swoje utwory Macera.
Współcześnie znane są drobne fragmenty dwóch poematów jego autorstwa. W Ornithogonii opisuje przemiany ludzi w ptaki i wróżby z lotu ptaków. Z kolei w Theriaca pisze o sposobach odstraszania jadowitych zwierząt, ukąszeniach i ich leczeniu, czerpiąc z poematu Diakrwie (Theriaca) Nikandra. Jest również autorem niezachowanego poematu De herbis o roślinach leczniczych.
Z utworów Macera korzystali Wergiliusz, Owidiusz (w Metamorfozach) i Lukan. Powołuje się na niego w Historia naturalis Pliniusz Starszy. W średniowieczu poeta był uważany za wybitnego znawcę tajemnic przyrody. Przypisywano mu popularny herbarz De herbarum virtutibus, znany również jako Macer Floridus, będący aż do czasów renesansu podstawą aptekarstwa i ziołolecznictwa, a powstały prawdopodobnie w X w. w oparciu o niezachowany poemat Macera.